# Hans Vermeersch
Hans Vermeersch (* 30. Juni 1957 in Knokke-Heist, Provinz Westflandern, Belgien) ist ein belgischer Komponist und Dirigent.

## Leben
Zunächst besuchte er das Städtische Konservatorium in Brügge. Danach studierte er am Konservatorium in Gent Harmonielehre, Kammermusik, Oboe, Musikgeschichte und Violine. Ferner studierte er an der Musikhochschule in Innsbruck, Österreich. Später studierte er Dirigieren für Blasorchester bei Jan Segers und Guy Duijck. 
1975 gewann er mit der Violine den Pro Civitate-Wettbewerb. 
Als Violinist gab er Konzerte und Recitals mit Musik des 17. und 18. Jahrhunderts in Griechenland, Österreich, Dänemark, Deutschland und Belgien. Er war Dozent für Violine an den Musik-Akademien in Blankenberge und Knokke-Heist. 
1975 wurde er Dirigent der Harmonie De Zeegalm in Knokke-Heist. Ferner ist er Dirigent des Rajhans-Orchesters. 

## Werke

### Werke für Orchester
- Autumn Ballad for Tenor-Sax(ophone) and Orchestra

### Werke für Blasorchester
- 1981 Solitary Man für Alt-Saxophon und Blasorchester
- 1981 Ballad for Tenor-Sax and Band für Tenor-Saxophon und Blasorchester
- 1981 Mr. Georges Persyns Solo für Flügelhorn, Trompete, Kornett und Blasorchester
- 1981 Nightlife
- 1981 Jerushalaim Shel Mala
- 1981 Pavane, Menuet et Rondeau
- 1981 Song of Peace
- 1981 Intrada en Largo

### Andere Werke
- 2001 The Mumbai Concerto für Alt-Saxophon, Bariton-Saxophon, Flöte, Oboe, Streicher, Keyboards und indische Perkussion – nach der Novelle The Death of Vishnu von Manil Suri
  1. Vishnu goes to Mumbai
  2. Padmini
  3. Pathak & Asrani
- 2002 5 Virtues by Kofi Annan für Oboe, Djembe, Streicher und Keyboards
  1. Enyimnyam (dignity)
  2. Awerehyemu (confidence)
  3. Akokodur (courage)
  4. Ehumbobor (compassion)
  5. Gyedzi (faith)

| Personendaten    | Personendaten                     |
| ---------------- | --------------------------------- |
| NAME             | Vermeersch, Hans                  |
| KURZBESCHREIBUNG | belgischer Komponist und Dirigent |
| GEBURTSDATUM     | 30. Juni 1957                     |
| GEBURTSORT       | Knokke-Heist, Belgien             |